# بودو بیتنر
بودو بیتنر (انگلیسی: Bodo Bittner; ۲ فوریهٔ ۱۹۴۰ – ۲۳ سپتامبر ۲۰۱۲) از برندگان مدال‌های بازی‌های المپیک زمستانی ۱۹۷۶ اهل آلمان بود.